# Carex shuchengensis
Carex shuchengensis är en halvgräsart som beskrevs av S.W.Su och Q.Zhang. Carex shuchengensis ingår i släktet starrar, och familjen halvgräs. Inga underarter finns listade i Catalogue of Life.